# Championnat d'Ouganda de football 1979
Navigation
Édition précédente Édition suivante
La saison 1979 du Championnat d'Ouganda de football est la dixième édition du championnat de première division ougandais. Quatorze clubs ougandais prennent part au championnat organisé par la fédération. Les équipes rencontrent deux fois leurs adversaires, à domicile et à l'extérieur. En fin de saison, les trois derniers du classement à l'issue de la saison sont relégués et remplacés par les cinq meilleurs clubs de D2, afin de passer à un championnat à seize équipes.
C'est le club d’Uganda Commercial Bank FC qui remporte la compétition cette saison après avoir terminé en tête du classement final, avec sept points d'avance sur Kampala City Council. C'est le tout premier titre de champion d'Ouganda de l'histoire du club.
Le club de Simba FC, club affilié à l’armée ougandaise est exclu avant le début de la saison, en conséquence de la chute du régime d’Idi Amin Dada.

## Participants
- Maroons FC
- Nile Breweries FC
- Nakivubo Boys SC - Promu de D2
- Kampala City Council
- Lint Marketing Board FC
- Coffee SC
- Kilembe Mines FC
- Nsambya Old Timers FC
- NIC FC
- Nytil FC
- Uganda Commercial Bank FC
- UT Mills
- COOPS United - Promu de D2
- Tobacco Bugembe - Promu de D2

## Compétition

### Classement
Le classement est établi sur le barème de points classique : victoire à 2 points, match nul à 1, défaite à 0.
| Rang | Équipe                    | Pts | J  | G  | N | P  | Bp | Bc | Diff |
| ---- | ------------------------- | --- | -- | -- | - | -- | -- | -- | ---- |
| 1    | Uganda Commercial Bank FC | 43  | 26 | 19 | 5 | 2  | 48 | 15 | +33  |
| 2    | Kampala City Council'T'C  | 36  | 26 | 15 | 6 | 5  | 56 | 28 | +28  |
| 3    | Nile Breweries FC         | 35  | 26 | 16 | 3 | 7  | 44 | 20 | +24  |
| 4    | Nytil FC                  | 34  | 26 | 13 | 8 | 5  | 41 | 29 | +12  |
| 5    | Maroons FC                | 32  | 26 | 13 | 6 | 7  | 51 | 32 | +19  |
| 6    | NIC FC                    | 29  | 26 | 11 | 7 | 8  | 33 | 32 | +1   |
| 7    | Coffee SC                 | 25  | 26 | 11 | 3 | 12 | 40 | 38 | +2   |
| 8    | Tobacco BugembeP          | 23  | 26 | 8  | 7 | 11 | 23 | 27 | -4   |
| 9    | Nakivubo Boys SCP         | 22  | 26 | 7  | 8 | 11 | 28 | 32 | -4   |
| 10   | Nsambya Old Timers FC     | 22  | 26 | 9  | 4 | 13 | 35 | 40 | -5   |
| 11   | COOPS FCP                 | 21  | 26 | 8  | 5 | 13 | 25 | 39 | -14  |
| 12   | Kilembe Mines FC          | 15  | 26 | 6  | 3 | 17 | 23 | 47 | -24  |
| 13   | Lint Marketing Board      | 14  | 26 | 5  | 4 | 17 | 21 | 56 | -35  |
| 14   | UT Mills                  | 13  | 26 | 4  | 5 | 17 | 21 | 52 | -31  |

|  | Qualification pour la Coupe des clubs champions africains 1980 et la Coupe CECAFA des clubs 1980 |
|  | Qualification pour la Coupe des Coupes 1980                                                      |
|  | Relégation directe en deuxième division                                                          |
|  | T : Tenant du titre C : Vainqueur de la Coupe d'Ouganda P : Promu de D2                          |

## Bilan de la saison
| Championnat d'Ouganda de football 1979                             |                                       |
| Champion                                                           | Uganda Commercial Bank FC (1er titre) |
| Coupes et trophées                                                 |                                       |
| Vainqueur de la Coupe d'Ouganda 1979                               | Kampala City Council                  |
| Qualifications continentales                                       |                                       |
| Coupe des clubs champions africains 1980                           | Uganda Commercial Bank FC             |
| Coupe d'Afrique des vainqueurs de coupe de football 1980           | Kampala City Council                  |
| Coupe CECAFA des clubs 1980                                        | Uganda Commercial Bank FC             |
| Promotions et relégations                                          |                                       |
| Promus en Championnat d'Ouganda de football                        | Express FC                            |
| Promus en Championnat d'Ouganda de football                        | Mbale Heroes                          |
| Promus en Championnat d'Ouganda de football                        | Mbarara United                        |
| Promus en Championnat d'Ouganda de football                        | Bell FC                               |
| Promus en Championnat d'Ouganda de football                        | Masaka FC                             |
| Relégués en Championnat d'Ouganda de football de deuxième division | Kilembe Mines FC                      |
| Relégués en Championnat d'Ouganda de football de deuxième division | Lint Marketing Board                  |
| Relégués en Championnat d'Ouganda de football de deuxième division | UT Mills                              |